# Backstairs-Passage-Gletscher
Der Backstairs-Passage-Gletscher (von englisch backstair ‚Hintertreppe‘ und passage ‚Durchgang‘) ist ein Gletscher von etwa 4 km Länge im ostantarktischen Viktorialand. In den Prince Albert Mountains fließt er von der Nordflanke des Mount Crummer in östlicher Richtung zum Ross-Meer. 
Die sogenannte Nordgruppe der Nimrod-Expedition (1907–1909) nutzte den Gletscher auf der Suche nach dem Ort des antarktischen magnetischen Pols als Aufstiegsroute zum Larsen-Gletscher und weiter auf das nördliche Polarplateau. Benannt hat ihn der australische Geologe Edgeworth David, Mitglied der dreiköpfigen Nordgruppe, als ironische Anspielung auf die ungastliche Anmutung von Dienstbotenaufgängen.